# Tramlijn 9 (Rotterdam)
Tramlijn 9 zijn twee voormalige tramlijnen in Rotterdam. De tweede Lijn 9 reed sinds de grote reorganisatie van het tramnet bij gelegenheid van de indienststelling van de metro in 1968 van de Avenue Concordia (Kralingen) naar het Hudsonplein.

## Eerste lijn
De eerste lijn 9 werd ingesteld op 13 april 1907 met de route Grientweg - Wilhelminakade. Deze lijn is nooit gewijzigd en werd in 1926 weer opgeheven. In 1929 kwam er een nieuwe lijn 9, die het traject Aelbrechtsplein - Randweg bereed. Datzelfde jaar werd eindpunt Randweg vervangen door Lange Hilleweg. In 1934 werd eindpunt Aelbrechtsplein ook vervangen, door Aert van Nesstraat, welke twee jaar later ook werd vervangen door Station D.P. Later dat jaar werd ook dat eindpunt vervangen, dit keer reed lijn 9 naar de Vierambachtsstraat, maar in 1944 weer ingekort naar Station D.P. Op 29 januari 1968 is deze lijn opgeheven en vervangen door de metro en op zuid door bus 66.

## Tweede lijn
Een geheel andere lijn 9 werd ingesteld op 8 juni 1968 en verving de lijn 15 en 22, die op dezelfde datum werden opgeheven. In tegenstelling tot lijn 22 werd niet de gehele Walenburgerweg gevolgd maar werd achter het Centraal Station langs gereden.
De route was Avenue Concordia - Oudedijk – Vlietlaan – Boezemsingel - Boezemstraat - Crooswijksestraat – Zaagmolenbrug - Zaagmolendrift - Zaagmolenstraat – Bergweg – Schiekade – Stationssingel (Centraal Station achterzijde) – Walenburgerweg - Statenweg - Statentunnel – Henegouwerlaan – 1e Middellandstraat – 2e Middellandstraat - Middellandplein - Claes de Vrieselaan – Rochussenstraat - G.J. de Jonghweg - Parksluizen (d.w.z. 2e en 1e Coolhavenbrug & Puntegaalstraat óf 2e en 1e Parhavenbrug) - Westzeedijk – Hudsonplein.
Op 4 maart 1977 werd lijn 9 verlengd van de Avenue Concordia over de 's-Gravenweg naar de Laan van Nooitgedacht en per 26 juli 1977 ingekort tot de Chris Bennekerslaan (dit laatste in verband met de bouw van de oost-west metrolijn). Op 31 oktober 1983 keerde de lijn terug op de 's-Gravenweg en verlengd via de Burgemeester Oudlaan naar de Erasmus Universiteit.
Op 2 juni 1989 kwam de verlenging van de Westzeedijk naar de Pelgrimsstraat in gebruik. De eindlus op het Hudsonplein verviel en werd opgebroken. Precies zeven jaar later, op 2 juni 1996, verliet lijn 9 het tracé langs de achterzijde van het Centraal Station en door de Statentunnel, en ging vanaf de Schiekade via Hofplein - Weena - Stationsplein (Centraal Station voorzijde) - Kruisplein - West Kruiskade naar de 1e Middellandstraat en verder naar de Pelgrimsstraat rijden. De Statentunnel en de Henegouwerlaan zijn sindsdien behoudens tijdens omleidingen tramloos gebleven. 
Op 28 augustus 2000 werd lijn 9 opgeheven, waarmee ook de Pelgrimsstraat en het tracé door de Claes de Vrieselaan en de G.J. de Jonghweg tramloos werden. Het in 1989 nieuw aangelegde traject in de Pelgrimstraat is maar elf jaar in exploitatie geweest maar is nog wel aanwezig en wordt gebruikt bij stremmingen en voor extra diensten van tramlijn 8. Lijn 9 werd op het westelijke traject gedeeltelijk vervangen door de voormalige bus 45. De sporen tussen de Statentunnel en de G.J.de Jonghweg zijn niet meer bruikbaar en gedeeltelijk afgesloten waarbij ook een deel van de bovenleiding is verwijderd.

## Nieuwe lijn 9
Er hebben plannen bestaan om lijn 9 nieuw leven in te blazen door deze vanaf Diergaarde Blijdorp, het eindpunt van de voormalige tramlijn 3, te laten rijden naar Oostplein, via Centraal Station Noordzijde, Schiekade, Zaagmolenstraat en Crooswijk. 